# Sébastien Morice
Sébastien Morice est un dessinateur de bande dessinée né en 1974 à Vannes.

## Biographie
Sébastien Morice suit des études d'architecture et obtient son diplôme en 2001, se spécialisant dans le « rendu architectural » par image de synthèse. Il exerce comme infographiste 2D-3D spécialisé en rendu architectural pendant environ 10 ans. Il commence sa carrière dans la bande dessinée par deux histoires courtes pour les éditions Petit à Petit : Contes et légendes du moyen-âge et Poèmes érotiques de la littérature.
S'associant avec Didier Quella-Guyot, Morice réalise une adaptation de Boitelle, nouvelle de Guy de Maupassant, sous le titre Boitelle et le Café des colonies (publié en 2010), qui aborde le racisme dans les campagnes à la fin du XIXe siècle,. Les mêmes auteurs entreprennent ensuite le diptyque Papeete, 1914, publié en 2011-2012,. Le second volume, Rouge Tahiti, est récompensé du prix de la BD au festival Livre & mer de Concarneau. 
Reprenant la collaboration avec Quella-Guyot, Morice livre en 2015 Facteur pour femmes (Bamboo Édition). L'œuvre vaut aux auteurs le grand prix de la BD bretonne au festival Penn ar BD de Lorient.
En 2019, sur un scénario de Serge Scotto et Éric Stoffel qui adaptent l'œuvre de Marcel Pagnol, Morice dessine Marius,.

## Œuvres
- Boitelle et le Café des colonies, adapté de la nouvelle Boitelle de Guy de Maupassant, scénario de Didier Quella-Guyot, Petit à Petit, coll. « Littérature en BD », septembre 2010  (ISBN 978-2-84949-170-6) (BNF 42279454)
- Papeete, 1914, scénario de Didier Quella-Guyot, dessin de Sébastien Morice, couleurs de Morice assisté par Sébastien Hombel, Emmanuel Proust Éditions, coll. « Atmosphères »

1. Rouge Tahiti, octobre 2011  (ISBN 978-2-84810-358-7) (BNF 42605758)
2. Bleu Horizon, octobre 2012  (ISBN 978-2-84810-426-3) (BNF 43533770)

- Facteur pour femmes, scénario de Didier Quella-Guyot, dessin et couleurs de Sébastien Morice, Bamboo Édition, coll. « Grand Angle », septembre 2015  (ISBN 978-2-8189-3413-5) (BNF 44431099)
- L'île aux remords, scénario de Didier Quella-Guyot, dessin et couleurs de Sébastien Morice, Bamboo Édition, coll. « Grand Angle », octobre 2017  (ISBN 978-2-8189-4290-1) (BNF 45362548)
- Marius (dessin), adapté de Marcel Pagnol, avec Serge Scotto et Éric Stoffel, Bamboo Édition, coll. « Grand Angle », novembre 2019  (ISBN 9782818967416)

## Récompenses
- 2012 : prix de la BD au festival Livre & mer de Concarneau : Rouge Tahiti[6]
- 2016
  - grand prix de la BD bretonne au festival Penn ar BD de Quimper, avec Didier Quella-Guyot pour Facteur pour femmes[8] (mars)
  - prix Diagonale du meilleur album, avec Didier Quella-Guyot, pour Facteur pour femmes[11] (mai)
- 2017 : prix du festival Du vent dans les BD, catégorie adultes, avec Didier Quella-Guyot : Facteur pour femmes[12].